# 831
831（八百三十一、八三一、はっぴゃくさんじゅういち）は、自然数および整数において、830の次で832の前の数である。

## 性質
- 831は合成数であり、約数は 1, 3, 277, 831 である。
  - 約数の和は1112。
- 248番目の半素数である。1つ前は818、次は835。
- 各位の和が12になる68番目の数である。1つ前は822、次は840。
- 各位の積が各位の和の2倍になる18番目の数である。1つ前は813、次は1146。(オンライン整数列大辞典の数列 A062034)

## その他 831 に関連すること
- 西暦831年
- 紀元前831年
- 831 (中華民国国防部の慰安所)
- 831SH
- 831P
- 831N
- 831T
- 永遠の831
- 漫画『ごくちゅう!』の主人公・晴乃うららの囚人番号